# Віоресін Сінані
Віоресін Сінані (алб. Vioresin Sinani; нар. 4 листопада 1977, Шкодер, Албанія) — албанський футболіст, нападник. Більшу частину кар'єри провів у «Влазнії» (Шкодер), а також інших албанських клубах «Динамо» (Тирана), «Тирана» та «Беса» (Кавая). Окрім вище вказаних клубів грав також за хорватський «Вартекс» та турецький «Кайсеріспор». Найкращий бомбардир «Влазнії» та Суперліги Албанії загалом.
Виступав також за Албанію на міжнародному рівні: у молодіжній команді провів 8 поєдинків, а за національну збірну — 4.

## Клубна кар'єра

### «Тирана»
У сезоні 2006/07 років підписав контракт з одним з найуспішніших клубів в історії албанського футболу, «Тираною», де отримав футболку з 9-им ігровим номером. Утворив потужний атакувальний тандем «Влазанії» разом з Хамді Саліхі, хоча він і виступав за команду лише в першій частині сезону. 9 вересня 2006 року, у другому для команди матчі сезону, Сінані відзначився своїми першими трьома голами у футболці «Тирани», оформивши хет-трик у переможному (7:3) поєдинку проти «Кастріоті» на стадіоні Сельман Стермасі. 28 квітня наступного року Сінані відзначився раннім голом у поєдинку столичного дербі проти «Динамо», привівши команду до перемоги (2:1) і наблизив її до чемпіонства; це була 50-та перемога «Тирани» над «Динамо».
9 травня 2007 року, в матчі останнього туру проти «Влазнії» (Шкодер), Тирані потрібно було принаймні нічия, щоб 23-й раз підтвердити статус чемпіона Албанії, тоді як їх найближчому супернику в лізі «Теуті» (Дуррес) потрвбно було виграти, щоб завоювати чемпіонство. Сінані за дві хвилини відзначився двома голами, на 34-й і 35-й хвилинах, допомагаючи «Тирані» виграти 23-й чемпіонський титул завдяки переможному (4:2) поєдинку, незважаючи на те, що «Теута» у Пекіні виграла в Шкумбіні з рахунком 1:0. Окрім цього Віоресін, відзначився 23-ма голами в лізі, завдяки чому виграв Золоту бутсу албанської Суперліги, обігравши свого суперника Даніеля Джафу.

### «Беса» (Кавая)
У січні 2010 року залишив «Влазнію» й напередодні старту другої половини сезону 2009/10 років перейшов у «Бесу» (Кавая). Про перехід офіційного повідомили 12 січня. Дебютував за новий клуб 27 січня під час переможного (2:0) виїзного поєдинку проти «Скендербеу», а чотири дні по тому відзначився й дебютним голом за «Бесу» в черговому переможному (2:0) поєдинку, цього разу проти «Аполонії».

### «Влазнія» (Шкодер)
7 листопада 2010 року відзначився своїми 200-им та 201-им голами в суперлізі Албанії в переможному (3:0) поєдинку проти «Ельбасані», увійшовши в історію як гравець, який забив понад 200 м'ячів у вищому дивізіоні чемпіонату Албанії.
7 липня 2011 року «Влазня» у матчі першого кваліфікаційного раунду Ліги Європи виграла 1:0 у «Біркіркари», пройшовши до наступного раунду з загальним рахунком 2:1. Через чотири дні директор клубу оштрафував Синані за те, що він не реалізував багато можливостей забити м'яч на останніх хвилинах матчу, ускладнивши тим самим завдання для своєї команди.
Влітку 2011 року Віоресін підписав нову річну угоду з клубом, до завершення сезону 2011/12 років.
У січні 2012 року оголосив, що відмовиться по завершенні сезону 2011/12 років залишить професіональний футбол, на той час йому виповниться 34 роки, а в листопаді його призначили помічником головного тренера Руді Вати. Офіційно завершив футбольну кар'єру 25 серпня 2012 року на стадіоні Лоро Борічі напередодні матчу Суперліги Албанії 2012/13 років між «Влазнією» та чинним чемпіоном «Скендербеу». На честь його кар'єри відбулася прощальна церемонія, яку організували «Влазнія» та Федерація футболу Албанії. Президент ФА нагородив Сінані «подякою» за заслуги перед албанським футболом, а Влазнія оголосила, що футболка під номером 9 буде тимчасово відсутня на сезон 2012/13 років.

## Кар'єра в збірній
На початку 2000 року став одним з гравців збірної Албанії, яка виграла Трофей Ротмана на Мальті. Єдиним голом за збірну відзначився у фінальному матчі проти господарів турніру, який виявився переможним. Загалом зіграв того року 4 матчі, проте жоден з них не входить до офіційного реєстру ФІФА або УЄФА.
Не з'являючись у складі з 2000 року, у травні викликаний до табору збірної на товариський матч проти другої збірної Англії. Просидів на лаві запасних усі 90 хвилин в переможному (3:1) для Англії Б матчі на Терф Мур.

## Кар'єра тренера
1 листопада 2011 року, ще будучи гравцем команди, нещодавно призначений головний тренер «Влазнії» (Шкодер) Руді Вата зробив Сінані своїм помічником.

## Статистика виступів

### Клубна
Станом на 3 грудня 2015
| Клуб               | Сезон             | Ліга  | Ліга | Кубок | Кубок | Єврокубки | Єврокубки | Other | Other | Total | Total |
| Клуб               | Сезон             | Матчі | Голи | Матчі | Голи  | Матчі     | Голи      | Матчі | Голи  | Матчі | Голи  |
| ------------------ | ----------------- | ----- | ---- | ----- | ----- | --------- | --------- | ----- | ----- | ----- | ----- |
| «Олімпік» (Тирана) | 1996–97           | 3     | 1    | —     | —     | —         | —         | —     | —     | 3     | 1     |
| «Олімпік» (Тирана) | Загалом           | 3     | 1    | 0     | 0     | 0         | 0         | 0     | 0     | 3     | 1     |
| «Влазнія» (Шкодер) | 1996–97           | 0     | 0    | 0     | 0     | —         | —         | —     | —     | 0     | 0     |
| «Влазнія» (Шкодер) | 1997–98           | 33    | 9    | —     | —     | —         | —         | —     | —     | 33    | 9     |
| «Влазнія» (Шкодер) | 1998–99           | 27    | 14   | —     | —     | 2         | 0         | —     | —     | 29    | 14    |
| «Влазнія» (Шкодер) | Загалом           | 60    | 23   | 0     | 0     | 2         | 0         | 0     | 0     | 62    | 23    |
| «Вартекс»          | 1999–2000         | 25    | 5    | —     | —     | —         | —         | —     | —     | 25    | 5     |
| «Вартекс»          | 2000–01           | 2     | 0    | —     | —     | —         | —         | —     | —     | 2     | 0     |
| «Вартекс»          | Загалом           | 27    | 5    | 0     | 0     | 0         | 0         | 0     | 0     | 27    | 5     |
| «Влазнія» (Шкодер) | 2000–01           | 26    | 15   | —     | —     | —         | —         | —     | —     | 26    | 15    |
| «Влазнія» (Шкодер) | 2001–02           | 23    | 11   | —     | —     | 4         | 1         | 1     | 1     | 26    | 13    |
| «Влазнія» (Шкодер) | 2002–03           | 18    | 18   | —     | —     | —         | —         | —     | —     | 18    | 18    |
| «Влазнія» (Шкодер) | 2003–04           | 35    | 36   | —     | —     | 2         | 0         | —     | —     | 35    | 36    |
| «Влазнія» (Шкодер) | Загалом           | 102   | 80   | 0     | 0     | 4         | 1         | 1     | 1     | 105   | 82    |
| «Кайсеріспор»      | 2004–05           | 4     | 1    | —     | —     | —         | —         | —     | —     | 4     | 1     |
| «Кайсеріспор»      | Загалом           | 4     | 1    | 0     | 0     | 0         | 0         | 0     | 0     | 4     | 1     |
| «Влазнія» (Шкодер) | 2004–05           | 23    | 15   | —     | —     | —         | —         | —     | —     | 23    | 15    |
| «Влазнія» (Шкодер) | 2005–06           | 33    | 13   | —     | —     | —         | —         | —     | —     | 33    | 13    |
| «Влазнія» (Шкодер) | Загалом           | 56    | 28   | 0     | 0     | 0         | 0         | 0     | 0     | 56    | 28    |
| «Тирана»           | 2006–07           | 29    | 23   | —     | —     | 4         | 0         | 1     | 0     | 34    | 23    |
| «Тирана»           | Загалом           | 29    | 23   | 0     | 0     | 4         | 0         | 1     | 0     | 34    | 23    |
| «Влазнія» (Шкодер) | 2007–08           | 30    | 20   | —     | —     | 2         | 0         | —     | —     | 32    | 20    |
| «Влазнія» (Шкодер) | 2008–09           | 28    | 15   | 4     | 1     | 1         | 0         | 1     | 0     | 34    | 16    |
| «Влазнія» (Шкодер) | 2009–10           | 13    | 1    | —     | —     | 2         | 0         | —     | —     | 15    | 1     |
| «Влазнія» (Шкодер) | Загалом           | 71    | 36   | 4     | 1     | 5         | 0         | 1     | 0     | 81    | 37    |
| «Беса» (Кавая)     | 2009–10           | 17    | 5    | 5     | 0     | —         | —         | —     | —     | 22    | 5     |
| «Беса» (Кавая)     | Загалом           | 17    | 5    | 5     | 0     | 0         | 0         | 0     | 0     | 22    | 5     |
| «Влазнія» (Шкодер) | 2010–11           | 28    | 11   | 4     | 1     | —         | —         | —     | —     | 32    | 12    |
| «Влазнія» (Шкодер) | 2011–12           | 3     | 0    | 1     | 0     | 3         | 0         | —     | —     | 7     | 0     |
| «Влазнія» (Шкодер) | Загалом           | 31    | 11   | 5     | 1     | 3         | 0         | 0     | 0     | 39    | 12    |
| Усього за кар'єру  | Усього за кар'єру | 400   | 213  | 14    | 2     | 20        | 1         | 3     | 1     | 437   | 217   |

1. ↑  Включають континентальні змагання, такі як Ліга чемпіонів УЄФА та Ліга Європи УЄФА
2. ↑  Включають інші турніри, такі як Суперкубок Албанії

### У збірній

#### По роках
Станом на 13 березня 2002
| Національна збірна | Рік     | Матчі | Голи |
| ------------------ | ------- | ----- | ---- |
| Албанія            | 2000    | 3     | 1    |
| Албанія            | 2001    | 0     | 0    |
| Албанія            | 2002    | 1     | 0    |
| Загалом            | Загалом | 4     | 1    |

#### По матчах
| Дата      | Місто     | Господарі | Результат | Гості   | Турнір            | Голи | Примітки |
| --------- | --------- | --------- | --------- | ------- | ----------------- | ---- | -------- |
| 6-2-2000  | Та-Калі   | Албанія   | 3 – 0     | Андорра | Ротменс Турнамент | -    | 46'      |
| 10-2-2000 | Та-Калі   | Мальта    | 0 – 1     | Албанія | Ротменс Турнамент | 1    | 46'      |
| 26-4-2000 | Прилеп    | Македонія | 1 – 0     | Албанія | товариський матч  | -    | 83'      |
| 13-3-2002 | Сан-Дієго | Мексика   | 4 – 0     | Албанія | товариський матч  | -    | 46'      |
| Усього    |           | Матчів    | 4         |         | Голів             | 1    |          |

#### Забиті м'ячі
| № | Дата           | Стадіон                          | Матч | Суперник | Рахунок | Результат | Змагання                      |
| - | -------------- | -------------------------------- | ---- | -------- | ------- | --------- | ----------------------------- |
| 1 | 10 лютого 2000 | Стадіон Та-Калі, Та-Калі, Мальта | 2    | Мальта   | 1–0     | 1–0       | Ротмен Інтернешнл Тарнір 2000 |

## Досягнення

### Клубні
«Влазнія» (Шкодер)
- Суперліга Албанії
  -  Чемпіон (2): 1997/98, 2000/01

- Кубок Албанії
  -  Володар (1): 2007/08

- Суперкубок Албанії
  -  Володар (2): 1998, 2001

«Тирана»
- Суперліга Албанії
  -  Чемпіон (1): 2006/07

- Суперкубок Албанії
  -  Володар (1): 2006

«Беса» (Кавая)
- Кубок Албанії
  -  Володар (1): 2009/10

### Індивідуальні
- Золота бутса Суперліги Албанії: 2003/04, 2006/07, 2007/08
- Найкращий бомбардир кубку Албанії: 2003/04
- Найкращий бомбардир Суперліги Албанії: 208 голів
- Найкращий бомбардир «Влазнії» (Шкодер): 178 голів